# Amtsgericht Gettorf
Das Amtsgericht Gettorf war ein preußisches Amtsgericht mit Sitz in Gettorf.

## Geschichte
Mit der Annexion Schleswig-Holsteins wurden 1867 in der nunmehr preußischen Provinz fünf Kreisgerichte und das übergeordnete Appellationsgericht Kiel eingerichtet. Als Eingangsgerichte wurden Amtsgerichte geschaffen, darunter das Amtsgericht Gettorf als eines von zwölf Amtsgerichten des Kreisgerichts Schleswig. Den Gerichtssprengel bildete die Kirchspiele Gettorf, Dänischenhagen, Krusendorf und Sehestedt. Mit dem Inkrafttreten des deutschen Gerichtsverfassungsgesetzes am 1. Oktober 1879 wurden reichsweit einheitlich Amts-, Land- und Oberlandesgerichte geschaffen. Das Amtsgericht Gettorf blieb bestehe und war nun dem Landgericht Kiel nachgeordnet. Sein Gerichtsbezirk umfasste nun aus dem Kreis Eckernförde die Gemeindebezirke Dänischenhagen, Gettorf, Haby-Lehmsiek, Klausdorf, Neuwittenbek, Osdorf, Schinkel und Tüttendorf sowie die Gutsbezirke Altbülk, Altenhof, Augustenhof, Behrensbrook, Birkenmoor, Borghorst, Borghorsterhütten, Dänisch-Nienhof, Eckhof, Eckernförde Kanalgutsbezirk, Großkönigsflrde, Grönwohld, Grühorst, Harzhof, Hohenhain, Hohenholm, Hohenlieth, Kaltenhof, Knoop, Lindau, Neubülk, Roer, Rathmannsdorf, Rosenfranz, Sehestedt, Uhlenhorst, Warleberg, Wulfshagen und Wulfshagenerhütten. Am Gericht bestand 1880 eine Richterstelle. Das Amtsgericht war damit ein kleines Amtsgericht im Landgerichtsbezirk. Zum 1. Januar 1978 wurde das Amtsgericht Gettorf aufgehoben.

## Amtsgerichtsgebäude
Das Amtsgericht nutzte von 1867 bis 1870 Räumlichkeiten des „Landkrugs“ (Kieler Chaussee 2). Von 1870 bis 1888 hatte es seinen Sitz im Altenteilerhaus (Friedrichsorter Straße 3). Von 1887 bis 1888 wurde dann ein eigenes Gebäude mit Gerichtssaal, Schreibzimmer und Wohnung für Richter und Gerichtsdiener errichtet. Im Westflügel befand sich das Gefängnis mit Gefängnishof und Wachtmeisterwohnung.

## Persönlichkeiten
- Waldemar von Preußen war 1912/1913 Referendar beim königlichen Amtsgericht in Gettorf.
- Albrecht Graf von Bernstorff war 1914/1915 Referendar beim königlichen Amtsgericht in Gettorf.